# 法林寺 (南砺市)
法林寺（ほうりんじ）は、富山県南砺市の町名。郵便番号は939-1626。

## 世帯数と人口
2018年（平成30年）3月31日現在の世帯数と人口は以下の通りである。
| 大字   | 世帯数  | 人口  |
| ------ | ------- | ----- |
| 法林寺 | 183世帯 | 594人 |

## 経済

### 産業
店舗・企業
- 石崎保険事務所
- 和泉家具製作所工場
- 河合バット製作所
- スタック物流センター
- 仲人香房
- 南旺起工
- はなぶさ
- 福光運輸
- 丸五南砺営業所
- 森クリーニング店
- ロンウッド

## 地域

### 健康
医療機関
- 福光あおいクリニック

### 教育
- 南砺市立福光中部小学校

### 施設
公共
- 法林寺公民館
- 南砺市役所児童施設 福光中部っ子クラブ
- 南砺市立福光美術館
- 富山県南砺市 ふくみつプール

温泉
- 法林寺温泉[4] - 温泉は湯量が豊富で様々な効能があることから多くの静養客が訪れている[4]。代表取締役は中川良一[5]。

福祉
- グループホーム 福光ほほえみの家

宗教
- 光徳寺（真宗大谷派）[6]

## 出身人物
- 中川文蔵[7]（農業、雑貨商兼家畜商、北海道広尾町会議員） - 北海道の代議士中川一郎の父、中川昭一の祖父。